# Krigseuforin 1914
Krigseuforin 1914 syftar på den stämning som rådde på flera håll i Europa vid första världskrigets utbrott. I flera länder gick stora folkmassor ut på gatorna för att stödja det egna landets krigsinsats. Bakom kulisserna hade statsledningarna varit allvarligt oroade för att den allmänna opinionen skulle vara motståndare till krig. Krigseuforin 1914 berodde till stor del på rädsla för andra, aggressiv nationalism och okunnighet om de fasor och umbäranden ett modernt krig skulle medföra.

## Bakgrund

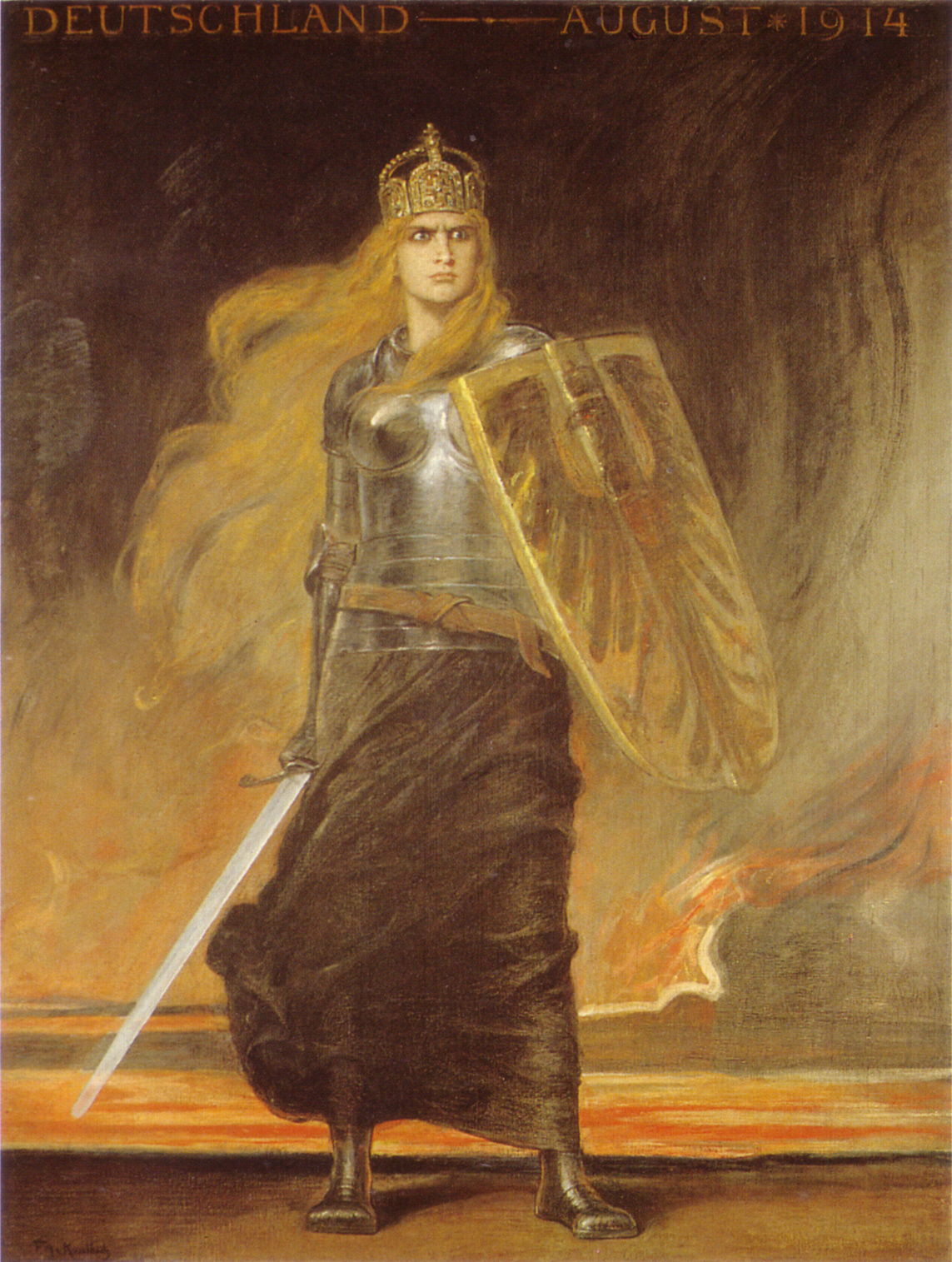
Tyskland berett till strid. Germania av Friedrich August von Kaulbach.

Trots all påverkan, med syfte att få befolkningen att följa respektive lands ledare, var makthavarna inte säkra på att så skulle bli fallet. Fredsrörelserna hade växt parallellt med den tilltagande rustningsspiralen. Den internationella arbetarrörelsen var krigsmotståndare och hade 1907 bundit sig för en internationell generalstrejk mot kriget.
Veckorna före krigsutbrottet hölls massmöten mot krig och militarism i många länder. För att motverka antikrigspropaganda hade till exempel de franska myndigheterna gjort en lista, Carnet B med bland annat fackföreningsfolk, pacifister och antimilitarister som skulle arresteras vid ett eventuellt krigsutbrott. Man befarade att 5-13% av de värnpliktiga skulle låta bli att infinna sig.
Krigsmotståndare var inte säkra på att kriget skulle gå att hindra. Vänsterpolitiker som Jaurès, Bebel och Brailsford förmodade att massorna skulle följa sina ledare om de trodde att fienden hade anfallit fosterlandet, eftersom individerna oberoende av klass även upplevde sig tillhöra sitt land.
Myndigheterna i varje land insåg också att mobiliseringen skulle fungera bättre om alla trodde sig gå ut i försvarskrig. Politikerna gjorde stora ansträngningar för att det skulle se ut så, oavsett om detta var sant eller inte. Franska regeringen var medveten om att den internationella och inhemska opinionen måste se Tyskland som angripare, om det skulle gå så långt som till krig. Därför undvek de franska politikerna att direkt provocera Tyskland. Trots riskerna, höll regeringen tillbaka den franska militären för att inte tyskarna skulle kunna konstruera en rimlig krigsorsak. När Tyskland förklarade krig behövde den franska ledningen inte själva förklara krig för att uppfylla villkoren i alliansen med Ryssland.
Tyska beslutsfattare insåg samma sak. När kronprinsen 1908 sade att ett krig skulle kunna lösa Tysklands interna problem svarade generalstabschefen Moltke d.y. att "folket skulle kunna revoltera mot ett kabinettskrig" och 1913 varnade Moltke sin österrikiske kollega att "det måste se ut som om slaverna börjar". När Tyskland angrep Belgien fick Storbritannien den krigsorsak som kunde ena opinionen.

## Krigsutbrottet

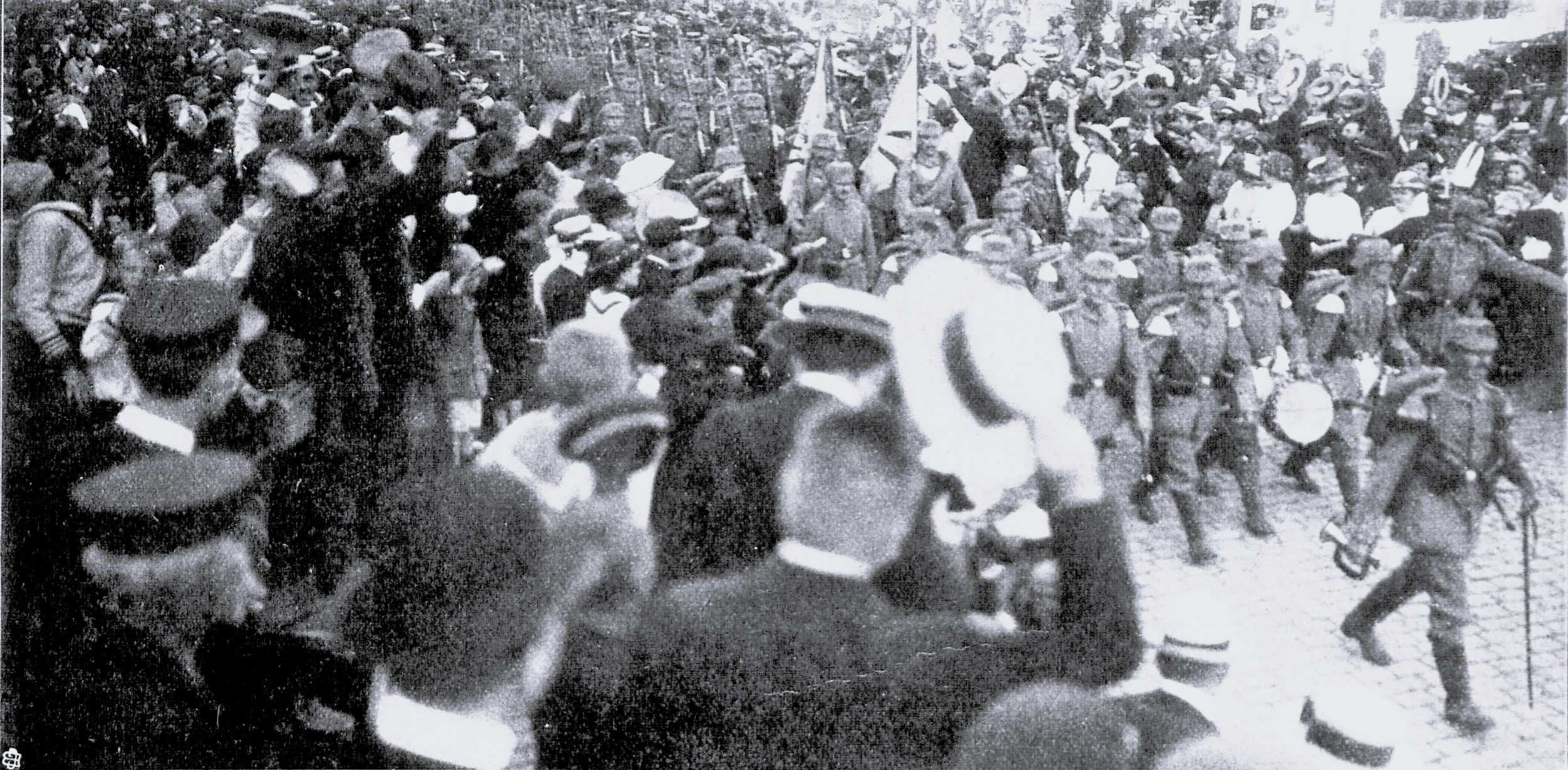
Regemente i Lübeck augusti 1914

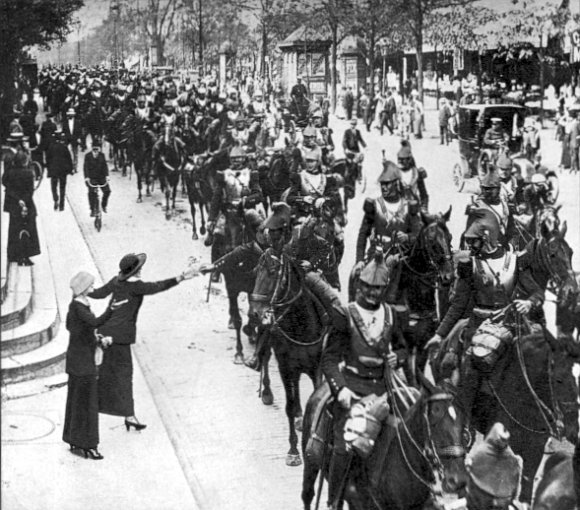
Franska kyrassiärer i Paris augusti 1914

När stormakterna väl gått ut i krig mot varandra bröt krigseuforin fram och löftena om fred bröts. Inkräktarna fördömdes överallt. Europas stora arbetarpartier slöt upp bakom sina regeringar och borgfreder förklarades.
Klädd i grå fältuniform talade Vilhelm II i Berlin till jublande massor: "Ödet har drabbat Tyskland. Avundsjuka människor på alla sidor om oss har tvingat oss till försvar av vårt land. Vi har tvingats gripa till svärdet…" Han sa också "Jag känner inga partier mer, jag känner bara tyskar".
Tyskarna skall i augusti ha skrivit en och en halv miljon krigsdikter i patriotisk entusiasm. Thomas Mann skrev att "måste man inte vara tacksam för det fullkomligt oväntade, att tillåtas uppleva så stora ting", till sin bror Heinrich, som var en av de få som i augusti 1914 hade motsatt åsikt. Adolf Hitler skrev senare att han inte skämdes för att medge att han var gripen av stundens entusiasm. Han skrev vidare att "jag sjönk ner på knä och tackade himlen av mitt fulla hjärta för nåden att få leva i en sådan tid".
S:t Petersburg greps av krisfeber efter beskedet om mobilisering och "ökade nästan till delirium" sedan det stod klart att Storbritannien gått in i kriget på Rysslands sida.
I Frankrike ställde socialister, revolutionärer och fackföreningar upp när fosterlandet var i fara. Arresteringslistan behövde inte användas. När tågen med mobiliserade soldater lämnade Paris sjöng tusentals människor Marseljäsen och kvinnor slängde slängkyssar och blommor mot tågen. Apollinaire skrev om kriget som fest och skönhetsupplevelse, om granaternas fyrverkeri av lysande eldar mot natthimlen. Man dansade på gatorna i Wien och London.[källa behövs]
Att det dokumenterade jublet på gatorna inte var en del i staternas propaganda kan förstås när antalet befarade desertörer jämförs med antalet verkliga desertörer. Franska myndigheter hade befarat 5-13 % desertörer vid mobiliseringen, men det blev bara 1,5 % i Frankrike. Ryssarna hade befarat 1 miljon desertörer och det blev bara några tusen. I England, som inte hade allmän värnplikt, kom 750 000 frivilliga till värvningskontoren de första åtta veckorna och 1 miljon till de följande åtta månaderna.

## Orsaker till krigseuforin
Nedan följer ett antal orsaker till det folkliga stödet för sitt lands krigföring.

### Känslan av att vara hotad
Stormakterna kände sig alla hotade under inledningen av 1900-talet. England hotades av Tysklands flottrustningar, Frankrike av Tysklands ekonomiska styrka och stora folkmängd, Österrike-Ungern av inre splittring och Tyskland av den snabba ekonomiska utvecklingen i Ryssland. En kapprustning startade och militärutgifterna i Europas länder ökade med 50% från 1909 fram till krigsutbrottet. Obalanserade uttalanden från hög nivå ledde till osäkerhet om speciellt Tysklands avsikter gentemot grannländerna.
Omvänt tilltog rädslan för Ryssland i Tyskland. Tyska militära och politiska kretsar såg det som speciellt positivt om ryssfobi spred sig bland socialdemokraterna. Det var bra för den nationella enigheten i krig om det såg ut som om tsar och slaver gått till attack. Man kan inte påstå att alla de som spred rädslan via pressen var manipulativa. Många var fångna i sin egen propaganda. Den tyska statsledningen började luta mot att ett tidigt preventivt krig mot Ryssland var att föredra framför ett senare, som man trodde, oundvikligt krig mot ett ekonomiskt och militärt starkare Ryssland.

### Tron på ett kort krig
Allmänt trodde européerna på ett kort krig som skulle pågå några månader eller kanske bara några veckor. Den moderna staten antogs inte klara ett långt krig. Vapnen hade blivit så effektiva och hemska, och kriget så förödande och kostsamt, att det inte skulle kunna hålla på länge. Tron på det korta och segerrika kriget tog sig i augusti uttryck som löften från makthavarna att soldaterna skulle "vara hemma till jul", eller "när löven faller".
Det ekonomiska samarbetet inom Europa fungerade väl 1914. Alla insåg att ett storkrig skulle vara ekonomiskt vansinne. 1910 hade en bok av Norman Angell "The Great Illusion" blivit en storsäljare. Det var en analys av staternas ekonomiska beroende. Konsekvenserna av ett krig skulle för den internationella kreditmarknaden bli så allvarliga att ett eventuellt krig med nödvändighet skulle bli kort eller helt förhindras. Tesen mottogs och accepterades med stor tillfredsställelse av den industriella och kommersiella eliten. Angell framhöll att "det måste finnas ömsesidig tillit till att alla parter fullgör sina åtaganden, annars skulle hela delar av systemet rasa samman. Detta visar att moralen i själva verket inte är grunden för självuppoffring utan på en upplyst egennytta och en bättre förståelse för alla de faktorer som binder oss samman".
Varje opartiskt studium av affärspressen, av affärsmännens privatbrev, affärskorrespondens och offentliga uttalanden, som representanter för banker, handel och industri, visar entydigt att majoriteten bland affärsmännen ansåg att freden var det tillstånd som passade dem bäst. Med undantag för vapenfabrikanterna bör inte kapitalisterna hyst någon större önskan att rubba freden, vilken de insåg vara grunden för deras välstånd och expansion.
Det fanns röster som inte trodde på det korta kriget men de hade ringa inflytande på utvecklingen 1914. Lord Kitchener trodde kriget skulle ta tre år.
I ett kort krig blir en snabb mobilisering viktigare än diplomati. Snabba beslut baserade på noggranna mobiliseringsplaner skulle bli avgörande. Den som tvekade kunde hamna i ett hopplöst underläge. På så sätt blev också tron på det korta kriget en viktig orsak till krigets utbrott.

### Okunnighet om det moderna krigets verklighet

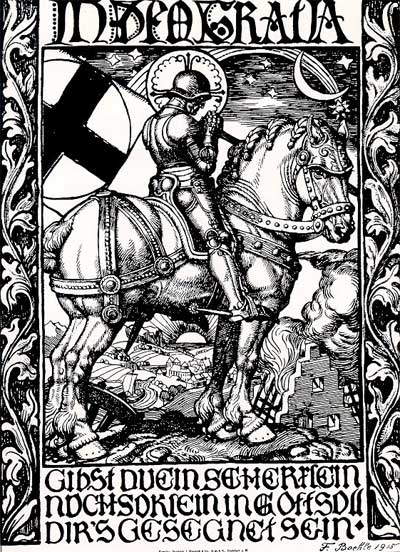
Tysk affisch med riddare från 1915 av Fritz Boehle.

1815 inleddes en fredlig period i Europa efter de förödande Napoleonkrigen i samband med franska revolutionen, därför hade få européer några egna erfarenheter från större krig 1914. De krig som ägt rum hade varit korta (rysk-japanska kriget) och avlägsna (boerkriget). Sedan 1871 hade det rått fred i Europa om man undantar Balkan. I kolonialkrigen var européerna så överlägsna med sina kulsprutor att till exempel Frankrike bara förlorade i snitt 8 officerare om året varav hälften i nuvarande norra Vietnam under den imperialistiska perioden 1871-1908. Samtidigt hade vapenutvecklingen och kapprustningen varit enorm. Sammantaget var det få som riktigt förstod vad ett modernt krig innebar. Makthavarna gjorde det inte och det gjorde ej heller befolkningarna.
Det fanns krigs- och rustningsmotståndare men de satt inte i beslutande ställning. Det fanns också personer som hade en realistisk föreställning om det moderna kriget och dess effekter. Den polske bankiren Ivan Bloch gav 1898 ut boken Framtidens krig i tekniskt, ekonomiskt och politiskt hänseende där han hävdade att det eventuellt kommande kriget skulle bli ett utnötningskrig vilket skulle sluta i ekonomisk kollaps och revolution om det inte avslutades i tid.
Den unge Winston Churchill höll 1901 ett tal i underhuset där han sa: "Men nu, när stora folk av upprörda och förbittrade individer eggas mot varandra, och där vetenskapen och civilisationen svept undan allt som kunnat lindra deras raseri, kommer ett europeiskt krig sluta i de besegrades ruin och de segrandes knappast mindre fatala utmattning. Demokratin är mer hämndlysten än kabinetten. Folkens krig kommer att vara hemskare än kungarnas".

### Betonandet av kamp
Flera orsaker samverkade för att driva fram en fascination för kampen under decennierna för 1914.
Preussens framgång att ena de tyska småstaterna med "Blod och Järn" 1871, efter att den tyska liberala borgerligheten hade misslyckats med enandet 1848, påvisade behovet av starka välorganiserade arméer. Militarismen i sig ledde till ett betonande av kamp och nationalism.
Parallellt med militarismen kom Darwins framgångsrika teorier om evolutionen, via omtolkningar, att påverka uppfattningen om kampen. Mot Darwins vilja överfördes evolutionens idéer till samhällsplanet av socialdarwinisterna, vilka var speciellt starka runt 1900. Socialdarwinismens grundare Herbert Spencer myntade uttrycket "the survival of the fittest". Individer, samhällsklasser, samhällen kämpar med varandra och de starkaste lever vidare. Arvet betonades framför miljön. Den nya genetiska vetenskapen gav styrka till ärftlighetsbaserade argument. Ytterligare förenklingar ledde lätt till rasistiska idéer om de olika folkens för- och nackdelar. 1913 skrev den tyske generalen Bernhardi i boken "Deutschland und der nächste Krieg" att det rasmässigt bästa folket besegrar och ockuperar de underlägsna.
En annan kraft som påverkade tidsandan var den tyske filosofen Nietzsches tänkande. Hans inflytande var stort. Nietzsche menade att "Gud är död" och att människan grundinstinkt är "viljan till makt". Han menade också att det bara finns herremoral och slavmoral. Att Nietzsches högerextrema syster medvetet förvanskade broderns idéer efter filosofens död påverkar inte resonemanget, eftersom det ändå var de förvanskade idéerna som nådde allmänheten. Vid krigsutbrottet försvann all misstänksamhet mot Nietzsche i Tyskland. "Also sprach Zarathustra" distribuerades i fältupplaga till soldaterna. Nietzsche hade bland annat hävdat att "man bör leva farligt" och att "krigarens moral är den bästa". På motsvarande sätt omvärderades han i negativ riktning hos Tysklands motståndare.

### Nationalismen
Den sannolikt viktigaste orsaken till att folkmassorna jublade i augusti 1914 var nationalismen. Staterna hade mobiliserat nationalismen för egna syften samtidigt som nationalismen mer och mer blivit ett projekt för högern efter att tidigare varit något som förknippats med liberala rörelser. Det fanns flera orsakerna till förändringen.
Efter en svår kris trots ökande produktion under 1870- och 1880-talen hade ekonomin vänt uppåt under 1890-talet. De snabba ekonomiska förändringarna mot slutet av 1800-talet ledde till att många grupper kände sig hotade. Handel och industri växte och koncentrerades i stora företag. Småföretagare och hantverkare kunde när som helst slås ut av billiga varor och tjänster. Som följd av utvecklingen, växte också arbetarklassen och den började kräva rättigheter och inflytande. Socialismen skrämde medelklassen.
Decennierna före 1914 var också en period av massmigration inte bara till Amerika utan även inom och mellan länderna i Europa. Städerna växte snabbt. Det finns grova beräkningar på att av en folkökning på sju personer på landsbygden stannade en, fem flyttade till städerna och en emigrerade. Många hamnade i en främmande miljö och blev samtidigt de främmande i sin nya miljö. Emigrationsvågor gick från Östeuropa, Balkan och Sydeuropa in mot Centraleuropa och Frankrike. Exempelvis emigrerade hälften av de ungefär 15 miljoner italienare som lämnade landet till länder inom Europa. En nationalistisk reaktion blev följden. Till och med Max Weber gick på 1890-talet för en tid med i det ultranationalistiska pangermanska förbundet på grund av avsky mot att godsägare importerade lågavlönade polacker. Nationalismen lånade sig utomordentligt väl till att ge uttryck för den kollektiva förbittringen hos människor som inte kunde ge exakt uttryck för missnöje. Allt blev utlänningens fel. Även delar av medelklassen blev mottagliga för högerextrema idéer.
Främlingen och särskilt juden blev för många symbolen för sammanbrottet i det gamla sättet att leva och för det kapitalistiska system som bröt ner det. Antalet främlingar spelade därför inte alltid så stor roll utan mer främlingen som symbol. Därför kunde antisemitismen tillta både i Frankrike med få judar och i Tyskland med fler. "Antisemitism är socialism för idioter" sa den tyske socialistledaren Bebel. Arbetarklassen och i än mindre grad bönderna visade mindre intresse för nationalismen än medelklassen.[källa behövs]
Utvecklingen inom industri, kommunikationer och utbildning ökade staternas makt under artonhundratalets andra hälft. Staternas inkomster växte och möjligheterna att direkt kontrollera sitt territorium på alla plan, inklusive det ekonomiska och ideologiska, ökade. Stormakterna hade nu resurser att ställa upp enorma värnpliktsarméer. Preussens seger över Frankrike 1871 visade tydligt vad som gick att åstadkomma med moderna metoder. Den moderna staten ville att folket skulle solidarisera sig med den. Man kunde inte längre vara säker på att folk skulle underkasta sig överheten när samhällena genomgått en så snabb ekonomisk och social förändring. Religionen var inte heller längre lika pålitlig som sammanhållande kraft.
De grupper som formulerade sig i skrift kan lätt ge fel bild av majoritetens tänkande. Huruvida den stora massan av landsbygdbefolkningen i hela Europa verkligen följde staten på grund av att de fullt ut övertagit nationalistiska synsätt är osäkert. Soldaterna kan ju inom vissa geografiska områden ha följt sina religiösa och "feodala" ledare precis som man alltid gjort. Fram till 1914 var ledare normalt detsamma som kungar och kejsare. Undersökningar av soldatbrev inom Habsburgs välde kan sammanfattas med "att nationalkänslan fram till 1918 bland folkets breda massor ännu inte utkristalliserats".

### Nationalistisk skola och uppfostran
Den snabba utvecklingen under slutet av 1800-talet krävde fler läs- och skrivkunniga människor. Dessutom skulle skolan fostra barnen till goda undersåtar och medborgare. Barnen fick lära sig att ärorika krig hade gett det egna landet dess storhet och att detta skulle underförstått gälla även för framtiden. Barnen fick vara med och fira nationella högtider. Ett exempel på detta var Sedandagen till minne av Tysklands seger över Frankrike. De fick besöka nationella minnesmärken eller om det fanns möjlighet gå på något av de många nya museerna, vilka ofta innehöll föremål från nationens historia.
För att åstadkomma en effektiv och användbar utbildning blev skolan en ny institution bredvid domstolar och byråkrati där ett nationellt språk var nödvändigt. Och ju längre upp i skolsystemet desto viktigare blev statens språk. Scouterna kan tas som ett annat exempel på en kanal för påverkan av en del av befolkningens unga pojkar. Före 1914 var mottot "var redo att dö för ditt land". I de tyska scouternas medlemsblad kunde man läsa att "kriget är det högsta och heligaste uttrycket för mänskligt handlande... även för oss ungtyskar ska en gång den glada, stora stridstimmen slå…".

### Militärtjänsten
Som tidigare nämnts hade under det fredliga 1800-talet möjligheterna för staterna att hålla stora välutrustade arméer ökat enormt. Under andra hälften av 1800-talet hade allmän värnplikt börjat införas för att på så sätt möjliggöra jättearméer. Allmän nästan obetald värnplikt är en skatt som tenderade att följas av rättigheter. Myndigheterna insåg ofta att soldater med rösträtt gav starkare arméer.
Det europeiska samhället behärskades 1914 av en dittills okänd kulturell stämning. Man accepterade statens rätt att kalla in alla vapenföra män till militärtjänst. Allmänheten började se militärtjänsten som en plikt, en nödvändig skolning i medborgerliga dygder. I Europa fanns det en uppfattning att militärtjänst gjorde en man till en riktig medborgare.

Den växande nationalismen och militarismen gick hand i hand. Tillsammans med den allmänna folkskolan, lär militärtjänsten ha varit den tyngst vägande mekanismen för att skapa medborgaranda. Imperialismen närde nationalismen. Europeiska arméer segrade ständigt på andra kontinenter utan större förluster. Utan det frivilliga omfattandet av militärtjänsten skulle myndigheterna knappast ha kunnat tvinga in ynglingarna i en armé där de dessutom skulle vilja slåss. Länderna (utom England) tävlade i att bygga ut värnplikten. I Frankrike blev den till slut 3-årig för att kunna balansera Tysklands större befolkning. Man vinnlade sig om att motivera ansträngningarna i tidens anda. När man försökte utöka värnpliktsuttaget i Frankrike 1905 inleddes rapporten med orden:
| ” | Det är från den franska revolutionens upphöjda idéer som en stor republikansk demokratis idéer måste hämta inspiration. När efter mer än ett sekel lagstiftaren kan uppmana alla medborgare – utan åtskillnad i förmögenhet eller utbildning – att ägna en lika stor del av sin tid åt sitt land, utan undantag och privilegier av något slag, är det ett bevis på att den demokratiska andan än en gång raserat tidens skrankor. | „ |

 I USA var man länge mer immun mot militarismen då tillräckligt många mindes inbördeskriget.

### Pressen
Under decennierna före 1914 hade för första gången i historien verkliga massmedia skapats. Populärpressen hade också tagit form. Den kallades ibland för den "gula pressen". Populärpressen sålde på sensationer och bedrev kampanjer i tidens anda. Den spelade stor roll för den nya nationalismens framväxt eftersom den gav nya möjligheter till effektiv spridning av patriotisk propaganda. Bland annat publicerades beskrivningar av de olika folkens karaktärsdrag. Ofta var populärpressen mer krigisk än makthavarna. Veckan före kriget varnad till exempel näringslivstidningen The Economist för The Times och den gula pressens krigspropaganda.
Myndigheterna var medvetna om pressens roll. Generalstabschefen Moltke menade till exempel i december 1912 att kriget var oundvikligt men att det borde fördröjas för att "vi skall hinna påverka den tyska befolkningens syn på ett krig med Ryssland via pressen". Regeringarna spred också via pressen vilka värden man menade sig försvara. Engelska och franska regeringen gjorde anspråk på att vara demokratins och frihetens försvarare mot kejsarmakt, militarism och barbari medan den tyska regeringen hävdade att den försvarade lag, ordning och kultur mot det ryska barbariet.

### Intellektuella
Den 3 augusti 1914 utfärdade rektorerna för Bayerns universitet följande appell "Studenter! Musorna tiger. Nu gäller det kamp, den påtvungna kampen om tysk kultur, som hotas av barbarerna från öst, och om tyska värden, som fienden i väst avundas oss. Därför flammar ’furor teutonicus’ upp igen. Befrielsekrigens hänförelse lågar, och det heliga kriget börjar." (De dåligt utbildade unga frivilliga slaktades i massor av Englands professionella soldater i det så kallade "Barnamordet vid Ypern").
Nationalekonomen Werner Sombart höll försvarstal till den tyska militarismen och sa bland annat "… först i kriget träder den sanna hjälteandan i dagen, om vilkens förverkligande på jorden militarismen drar försorg. Därför syns för oss, som är uppfyllda av militarismen kriget självt vara något heligt, det heligaste på jorden … att kriget det mänskliga väsendets ädlaste drag drivas till blomning. Vi håll det heligt därför att kriget syns oss vara den största sedliga makt varav försynen betjänar sig för att bevara människorna på jorden mot förfall och förruttnelse".
I Frankrike skrev Apollinaire om kriget som fest och skönhetsupplevelse, om granaternas fyrverkeri av lysande eldar mot natthimlen. Den engelske diktaren Brooke skrev om krigets skönhet "Att lämna bakom sig världens skam, tråkighet och smuts och likt den unge sköne simmaren störta ned i den rena oceanen, ut i kriget".
Utropen ovan är bara ett mycket litet axplock av uttalanden från intellektuella 1914. Sådana ståndpunkter var mycket vanliga bland intellektuella i alla de krigförande länderna. Unga intellektuella drog med entusiasm ut i kriget. Bertrand Russell noterade vid krigsutbrottet att de intellektuella var mer entusiastiska än "vanligt folk".
Entusiasmen var resultatet av en lång tids påverkan. Unga intellektuella hade växt upp i en miljö där nationalismen var stark. De hade längst av alla vistats i det skolsystem, inklusive högre utbildning, som undervisat i patriotism. När de läst böcker om krig, så dominerades skildringen av heroiska ideal från antiken och framåt. Intellektuella gick också och såg nationalromantiskt måleri, som hade en höjdpunkt runt förra sekelskiftet, hörde Wagneroperor eller den Nietzscheinspirerade ’Also sprach Zarathustra’ av Strauss. De läste böcker som präglades av tankegångar om "Blut und Boden". En av de mer kända böckerna av denna typ är De rotlösa av Maurice Barrès. Boken handlade om hur individen finner sig själv i sitt samband med nationen och det förgångna.
Ett exempel på påverkan är av speciellt intresse. Den mycket inflytelserike historikern Heinrich von Treitschke (1834-96) förklarade att kriget var patriotismens källa genom att det renade och enade ett stort folk. Genom att stärka folket var kriget dessutom en källa till styrka. Treitschke menade vidare att fred var det samma som stagnation och förfall. Enligt Treitschke var evig fred var inte bara omöjligt utan också omoraliskt. Treitschke var mycket central som fostrare av den Wilhelminska generationen i Tyskland.
Även vänsterorienterade intellektuella som Sorel, Bakunin och Lenin kunde glorifiera våldet. Futuristen Marinetti skrev 1909 "Vi önskar glorifiera kriget - världens enda hälsogivare – militarismen, patriotismen, anarkistens destruktiva gest, de vackra idéerna som dödar". Det fanns hos breda kretsar en fascination och dragning till krig och våld.
Det fanns dock andra som aktivt verkade för fred via skiljedom. Man inspirerade till fredskonferenser i Haag 1899 och 1907 vilket resulterade i de betydelsefulla Haagkonventionerna och i den Internationella domstolen i Haag. Många delegater från stormakterna såg på konferenserna med förakt, vilka man av propagandaskäl trots allt måste delta i. Till exempel utsåg den tyske kejsaren professor von Stengel till delegat efter att professorn gett ut en skrift där han hånade den kommande konferensen och prisade krigets dygder.

### Högerextremism
I Frankrike fanns starka revanschstämningar efter nederlaget 1871. Trots landets fåtaliga judar gick en våg av antisemitism över landet, vilket bland annat skulle ta sig starka uttryck i Dreyfusaffären, där en judisk officer anklagades för att vara tysk spion. En grupp intellektuella ledde organisationen Action Francaise som tog avstånd från Dreyfus, demokrati, liberalism, parlamentarism samtidigt som man glorifierade våld och makt. Man dyrkade Frankrike och hatade Tyskland. Medlemmar i Action Francaise deltog i våldsamheter i Paris särskilt mot judar och andra personer som de ansåg vara vänligt inställda mot Tyskland.
I Tyskland var extremismen inte inriktad mot kejsarstaten. Likväl kände sig stora grupper inom medelklassen hotade av utvecklingen. Arbetarklassen var mer immun. Akademiker formulerade åsikter som senare kom att sugas upp av nationalsocialismen. Speciellt enkelt var det att få med sig stora grupper om man hävdade att det var judarnas fel. Historikern Heinrich von Treitschke gav respektabilitet åt vad vi idag skulle betrakta som högerextrema åsikter. Hans inflytande på de tyska studenterna var enormt. 1879 skrev Treitschke de berömda orden "Judarna är vår olycka". En annan akademiker Paul Bötticher ville skapa livsrum åt tyskarna i öster genom etnisk rensning och samtidigt deportera judarna till Palestina. Pangermanska förbundet ville samla alla germaner i en stat i Centraleuropa för att sedan uppnå världsherravälde. "Vi önskar nya områden, även om de tillhör utlänningar, så att vi kan skapa framtiden i överensstämmelse med våra behov". Även personer på hög nivå som kejsaren själv kunde uttrycka åsikter i linje med extremisterna. 1912 sa kejsar Wilhelm till Schweiz ambassadör att ett raskrig mellan slaver och germaner var undvikligt.
Även om högerextrema grupper med fascistiska åsikter kunde ha inflytande, så fanns det före 1914 inga fascistpartier i Europa. Ett förödande krig och den ryska revolutionen krävdes för att de skulle kunna bli masspartier. Existensen av grupperna och deras åsikter spred dock stämningar av rädsla och osäkerhet inom det egna landet och i grannländerna.

### Staternas inre problem
Under tiden fram mot 1914 växte motsättningarna av olika skäl inom flera av länderna. I Österrike trängde de olika folkgruppernas nationalism på. I Ryssland levde man i följderna efter det förlorade kriget mot Japan och den misslyckade revolutionen 1905. I Tyskland fanns sociala spänningar. Makthavare i alla länder ville gärna ha en enande kraft och ett framtida gemensamt mål. Nationalismen kunde dämpa klassmotsättningar och trygga de rådande ordningen, vilket var en erkänt syfte i Tyskland. I nationalismen kunde man också få utlopp för behovet av ritualer. Länderna försågs med flaggor, nationalsånger och ett intensivt monumentbyggande ägde rum.

Historikern Hermann Oncken formulerade vad många hoppades på 1914:
| ” | Kriget hjälpte tyskarna med större kraft över denna inre klyfta bättre än långa fredsförhandlingar … Vi har alla upplevt den stora stund, då ett skändligt angrepp enade alla tyskar. När också socialdemokratin i riksdagen, i sina publicistiska organ och i miljoner människors uppfattning manligt och tveklöst slöt upp i ledet, då kom en lycksaliggörande känsla över många: nu är vi verkligen en nation… Däri består den inre politikens stora uppgift att inte under en mattare period förlora det raskt vunna, som en stor dags ansträngningar obevekligt har fullbordat, att varaktigt inordna den naturliga organismen de ädla krafter, som har legat oanvända eller förtärts av bittra strider sinsemellan. Det finns knappast något inre krigsmål, som är värdefullare. Nu gäller det att efter de tyska stammarna också de tyska klasserna smälter samman till en enda social och nationell gemenskap. | „ |

Arbetarna som solidariserade sig med Tyskland förväntade sig en belöning efter kriget, precis som de blev lovade. De konservativa trodde att en seger skulle stärka den gamla ordningen. Det skulle ha blivit svårt att infria allas förhoppningar efter ett lyckosamt krigsslut. Motsvarande förvändningar på belöning efter kriget fanns även i de andra länderna. Eller som David Lloyd George sa några år senare, att England skulle bli ett land värdigt för hjältar att leva i.[källa behövs]

### Civilisationsleda
När kriget bröt ut kände många antagligen en frigörelse och lättnad, särskilt bland medelklassens ungdomar. Känslan var säkert svagare hos arbetarna och svagast bland bönderna. Kriget markerade, för de äventyrslystna, slutet på det borgerliga samhällets ytligheter, den trista strävan mot gradvisa förändringar och den stillsamhet och fridfulla ordning som varit den liberala utopin inför nittonhundratalet. Äventyrslust, viljan att bestå prov, ställdes mot banaliteten i den fridfulla vardagen, mot meningslösheten i en komplicerad civilisation styrd av materialism, konkurrens och välfärdssträvanden. Ernst Jünger har beskrivit motivet:
| ” | Vi är alltför utgrenade, saven stiger inte upp mot topparna. Endast om en omedelbar impuls ilar genom oss som en blixt blir vi åter enkla och besjälade: det gäller individerna såväl som deras summa, folket. I balansgången på den vassa eggen mellan vara och icke vara uppenbarar sig den sanna människan, då smälter hennes splittring åter samman till en enda innebörd, kampen. | „ |

Bertrand Russell förklarade före kriget den äventyrliga sidan av tidsandan på följande sätt:
| ” | För oss, som upplever säkerheten som en monotoni för vilka naturens primitiva grymheter är så avlägsna så att de bara ter sig som en behaglig krydda i vår ordnade rutin, är drömmarnas värld mycket annorlunda än de var när guelfer och ghibelliner förde krig. Därför drömmer filosofer som Nietzsche (ty) och Bergson (fr) om våld och ohämmad aktivitet. | „ |

## Krigsmotståndare under euforin
Många såg med stor oro på vad som hände, men de hade ytterligt svårt att göra sig hörda. Det krävdes mod för att likt Bertrand Russell aktivt stå för pacifismen. Det föreföll honom som att medeltiden brutit ut på nytt och att Nietzsches och Bergsons visioner oväntat förvandlats till verklighet. Han skrev till en väninna "alla skrikande, ilskna folkmassor, kejsare på balkonger anropande Gud, högtidliga ord om plikt och uppoffring för att skyla över blodigt mord och raseri. Det verkar som om man måste bli galen eller ansluta sig till galningarna". I Wien började satirikern Karl Kraus dokumentera och fördöma kriget i ett stort reportagedrama med titeln Die letzten Tage der Menschheit ("Mänsklighetens sista dagar").

 
Även många med kopplingar till näringslivet såg farorna, exempelvis tidskriften The Economist. När mobiliseringarna kom mobiliserades även pressen. Efter den tidpunkten var ställningstaganden mot kriget omöjliga i de flesta länder. I England kunde pressen ännu en tid vara kritisk mot kriget. Veckan efter krigsutbrottet skrev The Economist:
| ” | Död, smärta, svält, förtvivlan står skrivet över västra Europa. Helvetet har släppts lös… Ju längre kriget varar, desto värre kommer kostnaderna och desto längre kommer återhämtningen dröja. Kloka bedömare förutspår att stor social oro och en jättelik revolution blir den säkra följden av kriget. | „ |

Näringslivet var inte nödvändigtvis för kriget. "Kapitalisterna" hade inget stort inflytande i besluten som togs i regeringarna i samband med krigsutbrottet. Andra internationalen noterade i juni 1914 att näringslivet var för internationellt samarbete. Hamburgredaren Albert Ballin sa redan i december 1914 till rikskansler Bethmann Hollweg "Jag har under hela mitt liv byggt upp något som varit till enorm nytta för Tyska riket, och sen kommer du och några till och förstör allt".
Storbritanniens utrikesminister lord Grey sade profetiskt, natten efter krigsförklaringen, när han såg ljusen släckas i Whitehall: "Ljusen slocknar i hela Europa. Vi kommer inte att få se dem tändas igen i vår livstid".

## Opinionen svänger och kriget tar slut
Gradvis vände opinionerna mot kriget ju längre det led. Euforin ersattes av hat, krigsleda till slut av ren utmattning. Förlusterna var oerhörda på alla plan. Ändå kunde inte statsmännen avsluta kriget vilket det funnits en möjlighet till i en tidigare epok när makten var absolut. Statsledarna kunde inte gå tillbaka till en kompromiss som kunde antas bli en paus innan en ny omgång av förödande krig. Alla krävde en total seger. Alla ville ha maximal säkerhet, vilket bara kunde uppnås genom en avgörande seger. Man hade gjort allt för att få den allmänna opinionen med sig in i kriget. Regeringarna kände på sig att ju längre kriget blev och ju större förlusterna blev kunde bara en total seger rättfärdiga de uppoffringar som krävts av folken.
Villkoren i Versaillesfördraget ledde till revanschism i Tyskland. I segrarmakterna ansågs priset för segern av många för högt. Cynthia Asquith skrev 1918 "Jag börjar gnugga mig i ögonen vid tanke på fred. Jag tror att freden kommer att kräva mer mod än något som föregått den … då blir man till slut tvungen att inse att de döda inte är döda bara tills kriget tar slut". När kriget tog slut fanns grogrund för både fascistiska och pacifistiska strömningar beroende på om man ville hämnas eller tänkte "aldrig mer".